# Newton Mendonça
Newton Mendonça (* 14. Februar 1927 in Rio de Janeiro; † 22. November 1960 ebenda) war ein brasilianischer Pianist und Dichter und einer der Mitbegründer des Bossa Nova.

## Leben
Mendonça arbeitete mit Antônio Carlos Jobim zusammen, mit dem er eine Zeit lang den Pianistenjob in einem Nachtclub in Rio de Janeiro teilte. Sein Lied Desafinado machte den neuen Musikstil des Bossa Nova in wenigen Monaten weltbekannt. Mit 33 Jahren erlag er einem Herzinfarkt, dem bereits zweiten in seinem kurzen Leben. Somit konnte er den gewaltigen Erfolg, den seine Lieder vor allem durch die Einspielungen von Stan Getz und João Gilberto hatten, nicht mehr erleben.

## Werke

### Lieder
- Foi a Noite
- Meditaçao
- Samba de uma nota só
- Desafinado